# Глеюватська сільська територіальна громада
Глеюватська сільська територіальна громада — територіальна громада в Україні, у Криворізькому районі Дніпропетровської області, з адміністративним центром у селі Глеюватка.

## Загальна інформація
Площа території громади — 169,08 км², чисельність населення — 4 805 особи (2019 р.).

## Населені пункти
До складу громади увійшли села Веселий Кут, Високе Поле, Глеюватка, Гомельське, Запорожець, Зелене Поле, Зоря, Калинівка, Кам'яне Поле, Красна Балка, Лісове, Недайвода, Новоіванівка, Новопокровка, Тернуватка, Чабанове, Червоне, Шевченківське та селище Рудничне.

## Історія
Створена у 2019 році шляхом об'єднання Глеюватської та Шевченківської сільських рад Криворізького району Дніпропетровської області.
Відповідно до розпорядження Кабінету Міністрів України № 709-р від 12 червня 2020 року «Про визначення адміністративних центрів та затвердження територій територіальних громад Дніпропетровської області», до складу громади було включено територію та населені пункти ліквідованої Червоненської сільської громади (з територіями та населеними пунктами колишніх Червоненської та Недайводської сільських рад у складі) Криворізького району Дніпропетровської області.
Відповідно до постанови Верховної Ради України № 807-IX від 17 липня 2020 року «Про утворення та ліквідацію районів», громада увійшла до складу новоствореного Криворізького району Дніпропетровської області.